# Idioma Anāl
Anal, também conhecido como Namfau em homenagem às duas principais aldeias onde é falado, é uma língua kukish do norte, parte da família linguística sino-tibetana, falada pelo povo anal na Índia e em número cada vez menor na Birmânia . Tinha 13.900 falantes na Índia de acordo com o censo de 2001, e 50 na Birmânia em 2010.  Possui dois dialetos principais, Laizo e Malshom, e é o mais próximo de Lamkang . A linguagem de comunicação mais ampla é Meithei .
Anal é escrito na escrita latina,  com uma taxa de alfabetização de cerca de 74%. 
Langet pode ser um dialeto, embora sua posição dentro do Kukish seja incerta (Shafer 1955:106). [ precisa de atualização ]</link></link>

## Distribuição geográfica
O anal é falado no sudeste de Manipur, no distrito de Chandel, nas margens do rio Chakpi em cidades como Chandel e Chakpikarong, e também no distrito de Tengnoupal ( Etnólogo ).

## Fonologia

### Consoantes
|                        |           | Labial | Alveolar | Palatal | Velar | Glotal |
| ---------------------- | --------- | ------ | -------- | ------- | ----- | ------ |
| Nasal                  | sem voz   | m̥      | não      |         | ŋ̊     |        |
| Nasal                  | dublado   | eu     | n        |         | O     |        |
| Plosivo / </br> África | sem voz   | p      | t        | tʃ      | k     |        |
| Plosivo / </br> África | aspirado  | pʰ     | tʰ       |         | kʰ    |        |
| Plosivo / </br> África | dublado   | b      | d        | dʒ      |       |        |
| Fricativa              | Fricativa |        | é        |         |       | h      |
| Aproximante            | dublado   | '      | eu       |         |       |        |
| Aproximante            | sem voz   |        | eu       |         |       |        |
| Rótico                 | dublado   |        | R        |         |       |        |
| Rótico                 | sem voz   |        | r̥        |         |       |        |

Africadas alveopalatais sonoras representadas por /dʒ/ também podem ser ouvidas como semivogais [j] em variação livre.

### Vogais
|        | Frente | Central | Voltar |
| ------ | ------ | ------- | ------ |
| Fechar | eu     |         | você   |
| Meio   | e      | ə       | ó      |
| Abrir  |        | a       |        |

## Vocabulário
O vocabulário a seguir exemplifica palavras no idioma. 
| Anal    | lustro                              | Anal      | lustro                       |
| ------- | ----------------------------------- | --------- | ---------------------------- |
| khol    | 'buraco profundo'; 'divisão social' | Ah não    | 'tipo de saia curta'         |
| pulmão  | 'uma espécie de xale longo'         | zupar     | 'cerveja de arroz'           |
| piruili | ' fuga '                            | Jol min   | ' preço da noiva '           |
| isso    | 'divórcio'                          | sinnuperu | 'adultério'                  |
| pakum   | 'lareira'                           | mote      | 'primogênito'                |
| copo    | 'segundo filho'                     | cachow    | 'arroz castanho'             |
| Khon    | 'cinquenta rúpias'                  | Thunlon   | 'cova'                       |
| dao     | 'espécie de lâmina de ferro'        | shingkho  | 'placa'                      |
| vopum   | 'cesta'                             | athiru    | 'espécie de colar de contas' |
| akarfo  | 'espécie de colar da China'         | sanamba   | 'tipo de violino'            |
| até     | 'uma espécie de flageolet'          | tuklee    | 'tipo de tear'               |